# Antonovka

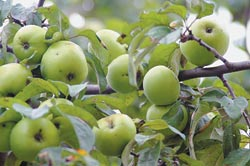
Odrůda na stromě

Antonovka (Анто́новка) je odrůda jablek pocházející z Ruska a rozšířená i v dalších východoevropských státech: Bělorusko, Polsko, Litva. Vyznačuje se vysokou mrazuvzdorností (v Čechách jako jediná odrůda jabloní přežila i velké mrazy roku 1929) a dobrou odolností vůči padlí a strupovitosti. Plody jsou středně velké, světle zeleně zbarvené s bělavou šťavnatou dužinou a výraznou kyselou chutí. Používají se do pirohů a štrúdlů, protože nepouštějí šťávu.
Původ odrůdy je nejasný (první písemná zmínka pochází z roku 1848, pomologové odhadují, že vznikla spontánním křížením z lesní jabloně Malus sylvestris. Název se odvozuje od obce Antonovka nedaleko Kurska. Odrůda je pozdní, dozrává koncem září až v říjnu.
S křížením Antonovky často experimentoval Ivan Vladimirovič Mičurin. Vznikly tak odvozené odrůdy jako Antonovka kamenička, Antonovka bílá, Antonovka těžká (plody váží až 600 gramů).
Výzkumný a šlechtitelský ústav ovocnářský v Holovousích vyšlechtil z Antonovky a odrůdy Golden Delicious jabloň Angold, spojující odolnost Antonovky s jemnější chutí.
Ivan Alexejevič Bunin oslavil tuto odrůdu jako symbol ruského venkova v povídce Antonovská jablka.
V Kursku byl v roce 2004 odhalen pomník jablku Antonovka, dílo sochaře Vjačeslava Klykova.